# ISO 3166-2:HN

ISO 3166-2:HN en Honduras

ISO 3166-2:HN es la entrada para Honduras en ISO 3166-2, parte de los códigos de normalización ISO 3166 publicados por la Organización Internacional de Normalización (ISO), que define los códigos para los nombres de las principales subdivisiones (p.ej., provincias o estados) de todos los países codificados en ISO 3166-1.
En la actualidad, para Honduras los códigos ISO 3166-2 se definen para 18 departamentos.
Cada código consta de dos partes, separadas por un guion. La primera parte es HN, el código ISO 3166-1 alfa-2  de Honduras. La segunda parte son dos letras.

## Códigos de los departamentos
Los nombres de las subdivisiones se ordenan según el estándar ISO 3166-2 publicado por la Agencia de Mantenimiento ISO 3166 (ISO 3166/MA).
Pulsa sobre el botón en la cabecera para ordenar cada columna.
| Código | Nombre de la subdivisión en la ISO |
| ------ | ---------------------------------- |
| HN-AT  | Atlántida                          |
| HN-CH  | Choluteca                          |
| HN-CL  | Colón                              |
| HN-CM  | Comayagua                          |
| HN-CP  | Copán                              |
| HN-CR  | Cortés                             |
| HN-EP  | El Paraíso                         |
| HN-FM  | Francisco Morazán                  |
| HN-GD  | Gracias a Dios                     |
| HN-IN  | Intibucá                           |
| HN-IB  | Islas de la Bahía                  |
| HN-LP  | La Paz                             |
| HN-LM  | Lempira                            |
| HN-OC  | Ocotepeque                         |
| HN-OL  | Olancho                            |
| HN-SB  | Santa Bárbara                      |
| HN-VL  | Valle                              |
| HN-YO  | Yoro                               |